# Haplochromis pundamilia
Haplochromis pundamilia  (Seehausen & Bouton, 1998) è un pesce d'acqua dolce appartenente alla famiglia Cichlidae, sottofamiglia Pseudocrenilabrinae.

## Tassonomia
Descritta dagli autori come Pundamilia pundamilia, questa specie è stata tuttavia inserita nel genere Haplochromis fin quando una nuova revisione non sarà pubblicata.

## Distribuzione e habitat
Questa specie è endemica del lago Vittoria, dove vive in acque poco profonde a fondo roccioso, nascondendosi negli anfratti di scogliere emerse.

## Descrizione
H. pundamilia presenta il corpo caratteristico degli Haplochromis. 

Raggiunge una lunghezza massima di 12 cm.

## Riproduzione
Sono ciclidi incubatori orali: la femmina è poligama e in ogni covata alleva avannotti da padri diversi. Il maschio non partecipa alle cure parentali. 

## Alimentazione
H. pundamilia si nutre di larve di insetti (Ephemeroptera), piccoli pesci e invertebrati (Bryozoa).